# Diplura paraguayensis
Espèce
Synonymes
- Parathalerothele paraguayensis Gerschman & Schiapelli, 1940

Diplura paraguayensis est une espèce d'araignées mygalomorphes de la famille des Dipluridae.

## Distribution
Cette espèce se rencontre au Paraguay et en Argentine.

## Étymologie
Son nom d'espèce, composé de paraguay et du suffixe latin -ensis, « qui vit dans, qui habite », lui a été donné en référence au lieu de sa découverte.

## Publication originale
- Gerschman & Schiapelli, 1940 : Una especie paraguaya del género Parathalerothele Canals, 1931. Revista Chilena de Historia Natural, vol. 44, p. 105-107.